# Rudolf Hornbichlers gevecht met de engel
Rudolf Hornbichlers gevecht met de engel is een hoorspel van Hermann Moers. Rudolf Hornbichlers Kampf mit dem Engel werd op 31 december 1978 door de Süddeutscher Rundfunk uitgezonden. Paul van der Lek vertaalde het en de TROS zond het uit op dinsdag 27 december 1983. De regisseur was Bert Dijkstra. Het hoorspel duurde 55 minuten.

## Rolbezetting
- Jaap Maarleveld (Rudolf Hornbichler)
- Guy Lavreysen (de engel)
- Emmy Lopes Dias (mevrouw Hornbichler)
- Paula Majoor (Marion)
- Frans Koppers (de arts)
- Truus Dekker (een oude dame)
- Barbara Hoffman (de reclamestem)
- Nico Engelschman (de directeur)
- Joop van der Donk (een kelner)
- Luc van de Lagemaat (een spreker)

## Inhoud
De verkoopleider in de verpakkingsindustrie Hornbichler, een carrièreman die blijkbaar succes heeft en maatschappelijk aanzien geniet, met echtgenote en geliefden, gaat na een flauwte naar de dokter en krijgt van hem de aanbeveling zich eens te ontspannen en te gaan wandelen. In het park omtmoet Hornbichler zijn beschermengel, die hem aan zijn kinderjaren (zijn mondharmonicaspel van toen) herinnert, en die hem van nu af aan niet meer loslaat.. Hornbichler maakt de balans op van zijn privé- en beroepsleven, en in deze balans houdt noch zijn tot dusver verrichte arbeid noch zijn huwelijk stand…